# Hurley Haywood

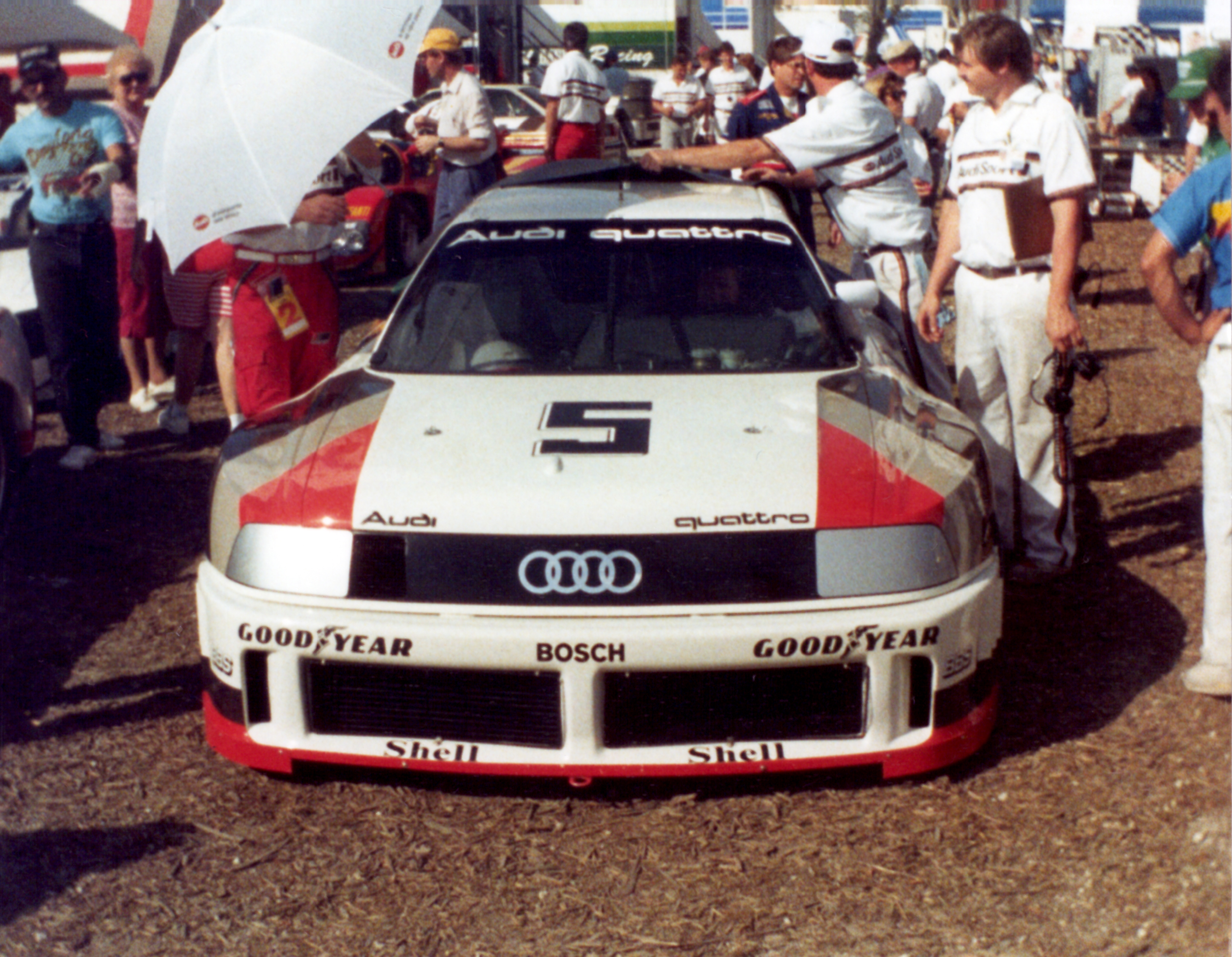
Audi 90 Quattro de Hurley Haywood en el Campeonato IMSA GT 1989

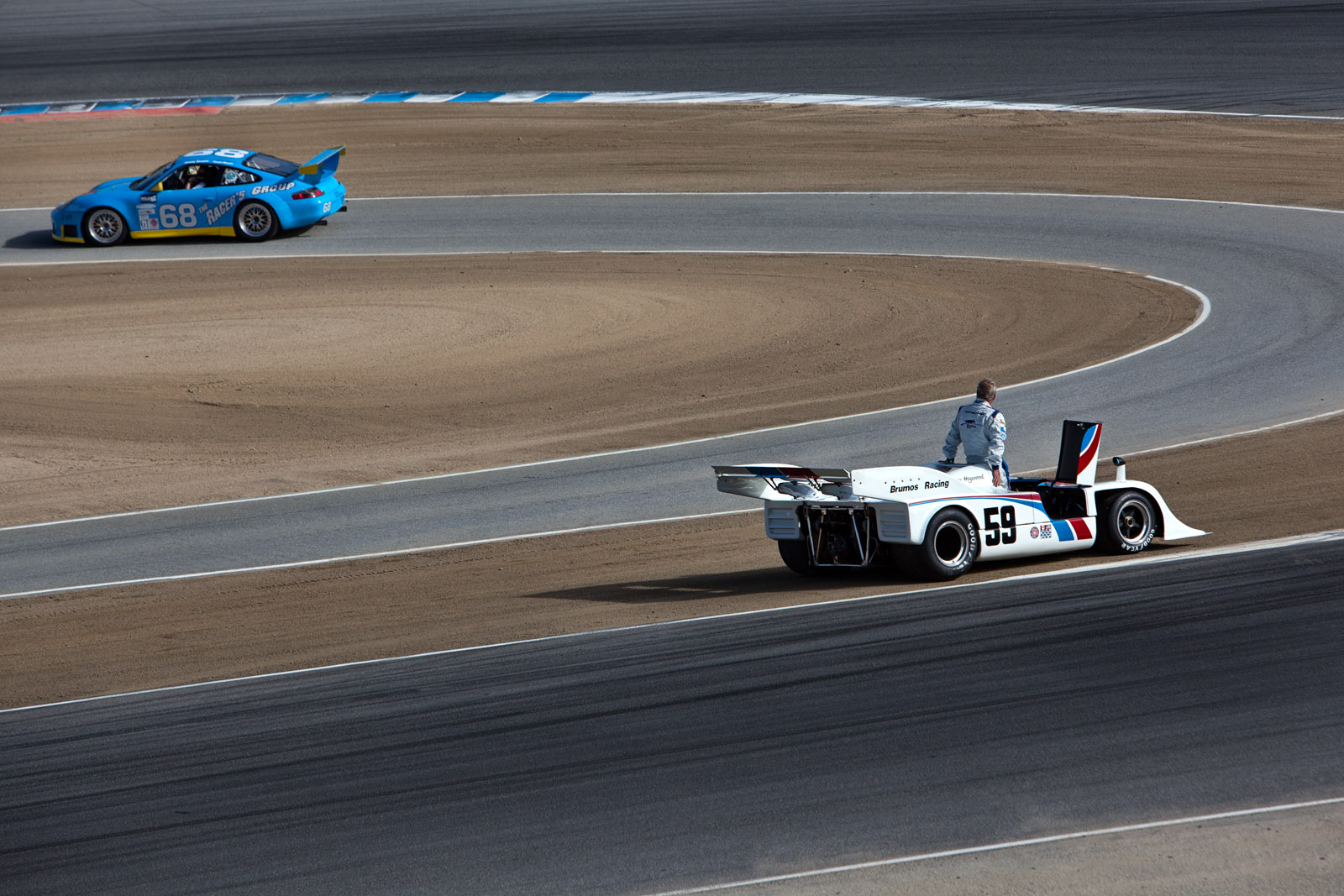
Porsche 917/10 de Hurley Haywood en la Porsche Rennsport Reunion 2011

Hurley Haywood (4 de mayo de 1948, Chicago, Estados Unidos) es un piloto de automovilismo de velocidad estadounidense. Obtuvo cinco victorias absolutas en las 24 Horas de Daytona (1973, 1975, 1977, 1979, 1991), tres en las 24 Horas de Le Mans (1977, 1983, 1994), y dos en las 12 Horas de Sebring (1973, 1981). De este modo, ostenta el récord de victorias entre las carreras de resistencia más prestigiosas del mundo, además de ser junto con Al Holbert uno de los pocos que repitió victoria en las tres.
Además, Haywood obtuvo el Campeonato IMSA GT en 1971 y 1972, donde logró 23 victorias, y fue campeón de la Trans-Am en 1988 y la IMSA Supercars en 1991.
En 1968, Haywood conoció al piloto profesional Peter Gregg en una carrera amateur de autoslalom. Al poco tiempo, Gregg contrató a Haywood para competir profesionalmente en gran turismos. Fue reclutado por las fuerzas armadas de Estados Unidos para disputar la Guerra de Vietnam. En su retorno, Gregg lo fichó para su equipo Brumos, obteniendo el bicampeonato en la IMSA GT 1971 y 1972.
Haywood disputó la Grand-Am Rolex Sports Car Series para Brumos desde 2003 hasta 2007, tras lo cual se retiró como piloto a la edad de 59 años. No obstante, continuó disputando carreras puntuales, disputando las 24 Horas de Daytona hasta su 40.ª y última participación en 2012.
Haywood realizó la mayor parte de su carrera deportiva con automóviles Porsche. A 2013, es vicepresidente de los concesionarios Brumos.

## Resultados

### 24 Horas de Le Mans
| Año     | Equipo                                 | Copilotos                                          | Automóvil                 | Clase  | Vueltas | Pos. | Pos. Clase |
| ------- | -------------------------------------- | -------------------------------------------------- | ------------------------- | ------ | ------- | ---- | ---------- |
| 1977    | Martini Racing Porsche System          | Jürgen Barth Jacky Ickx                            | Porsche 936/77            | S +2.0 | 342     | 1.º  | 1.º        |
| 1978    | Martini Racing Porsche System          | Peter Gregg Reinhold Joest                         | Porsche 936/77            | S +2.0 | 362     | 3.º  | 3.º        |
| 1980    | Sun System Whittington Brothers Racing | Don Whittington Dale Whittington                   | Porsche 935 K3            | IMSA   | 151     | DNF  | DNF        |
| 1981    | Porsche System                         | Jochen Mass Vern Schuppan                          | Porsche 936               | S +2.0 | 312     | 12.º | 2.º        |
| 1982    | Rothmans Porsche System                | Al Holbert Jürgen Barth                            | Porsche 956               | C      | 340     | 3.º  | 3.º        |
| 1983    | Rothmans Porsche                       | Vern Schuppan Al Holbert                           | Porsche 956               | C      | 370     | 1.º  | 1.º        |
| 1985    | Jaguar Group 44                        | Brian Redman Jim Adams                             | Jaguar XJR-5              | GTP    | 151     | DNF  | DNF        |
| 1986    | Silk Cut Jaguar Tom Walkinshaw Racing  | Gianfranco Brancatelli Win Percy                   | Jaguar XJR-6              | C1     | 154     | DNF  | DNF        |
| 1987    | Joest Racing                           | Frank Jelinski Stanley Dickens Sarel van der Merwe | Porsche 962C              | C1     | 7       | DNF  | DNF        |
| 1990    | Team Schuppan Omron Racing             | Wayne Taylor Rickard Rydell                        | Porsche 962C              | C1     | 332     | 12.º | 12.º       |
| 1991    | Team Salamin Primagaz Team Schuppan    | James Weaver Wayne Taylor                          | Porsche 962C              | C2     | 316     | NC   | NC         |
| 1993    | Le Mans Porsche Team                   | Walter Röhrl Hans-Joachim Stuck                    | Porsche 911 Turbo S LM-GT | GT     | 79      | DNF  | DNF        |
| 1994    | Le Mans Porsche Team Joest Racing      | Yannick Dalmas Mauro Baldi                         | Dauer 962 Le Mans         | GT1    | 344     | 1.º  | 1.º        |
| Fuente: |                                        |                                                    |                           |        |         |      |            |